# Pseudalosterna discalis
Pseudalosterna discalis là một loài bọ cánh cứng trong họ Cerambycidae.